# César 1987
Die 12. Verleihung der Césars fand am 7. März 1987 im Palais des congrès de Paris statt. Präsident der Verleihung war der Schauspieler Sean Connery. Ausgestrahlt wurde die Verleihung, die von Michel Drucker, Michel Denisot, Pierre Tchernia, Henry Chapier, Patrick Poivre d’Arvor, Frédéric Mitterrand und Claude-Jean Philippe moderiert wurde, vom öffentlich-rechtlichen Fernsehsender Antenne 2, dem heutigen France 2.
Das für insgesamt zehn Césars nominierte Filmdrama Thérèse von Alain Cavalier – frei nach dem Leben der heiliggesprochenen Nonne Therese von Lisieux – konnte mit sechs Auszeichnungen in den Kategorien Bester Film, Beste Regie, Bestes Drehbuch, Beste Kamera, Bester Schnitt und Beste Nachwuchsdarstellerin (Catherine Mouchet) die mit Abstand meisten Preise des Abends gewinnen. Bei seiner ersten César-Nominierung erfolgreich war Daniel Auteuil, der für Jean Florette, dem ersten Teil von Claude Berris Verfilmung des Romans Die Wasser der Hügel von Marcel Pagnol, als bester Hauptdarsteller ausgezeichnet wurde. Für ihre Darbietung in Manons Rache, dem zweiten Teil von Berris Literaturverfilmung, konnte sich wiederum Emmanuelle Béart, die 1985 und 1986 jeweils als beste Nachwuchsdarstellerin nominiert war, in der Kategorie Beste Nebendarstellerin unter anderem gegen Danielle Darrieux und Jeanne Moreau durchsetzen. Als beste Hauptdarstellerin wurde Sabine Azéma für Alain Resnais’ achtfach nominiertes Filmdrama Mélo ausgezeichnet. Zum besten ausländischen Film wurde Jean-Jacques Annauds Umberto-Eco-Verfilmung Der Name der Rose gekürt.

Das Palais des congrès de Paris, der Veranstaltungsort der Verleihung

## Gewinner und Nominierungen
| Statistik (Filme mit mehr als einer Nominierung) N=Nominierung; A=Auszeichnung |    |   |
| Film                                                                           | N  | A |
| Thérèse                                                                        | 10 | 6 |
| Betty Blue – 37,2 Grad am Morgen                                               | 9  | 1 |
| Mélo                                                                           | 8  | 2 |
| Jean Florette                                                                  | 8  | 1 |
| Abendanzug                                                                     | 8  | 0 |
| Die Frau meines Lebens                                                         | 5  | 1 |
| Um Mitternacht                                                                 | 4  | 2 |
| Piraten                                                                        | 3  | 2 |
| Die Nacht ist jung                                                             | 3  | 0 |
| Black Mic-Mac                                                                  | 2  | 1 |
| Der Tölpel                                                                     | 2  | 0 |
| Die Flüchtigen                                                                 | 2  | 0 |
| Ich hasse Schauspieler!                                                        | 2  | 0 |

### Bester Film (Meilleur film)
Thérèse – Regie: Alain Cavalier
- Betty Blue – 37,2 Grad am Morgen (37° 2 le matin) – Regie: Jean-Jacques Beineix
- Jean Florette (Jean de Florette) – Regie: Claude Berri
- Mélo – Regie: Alain Resnais
- Abendanzug (Tenue de soirée) – Regie: Bertrand Blier

### Beste Regie (Meilleur réalisateur)
Alain Cavalier – Thérèse
- Jean-Jacques Beineix – Betty Blue – 37,2 Grad am Morgen (37° 2 le matin)
- Claude Berri – Jean Florette (Jean de Florette)
- Bertrand Blier – Abendanzug (Tenue de soirée)
- Alain Resnais – Mélo

### Bester Hauptdarsteller (Meilleur acteur)
Daniel Auteuil – Jean Florette (Jean de Florette)
- Jean-Hugues Anglade – Betty Blue – 37,2 Grad am Morgen (37° 2 le matin)
- Michel Blanc – Abendanzug (Tenue de soirée)
- André Dussollier – Mélo
- Christophe Malavoy – Die Frau meines Lebens (La femme de ma vie)

### Beste Hauptdarstellerin (Meilleure actrice)
Sabine Azéma – Mélo
- Juliette Binoche – Die Nacht ist jung (Mauvais sang)
- Jane Birkin – Die Frau meines Lebens (La femme de ma vie)
- Béatrice Dalle – Betty Blue – 37,2 Grad am Morgen (37° 2 le matin)
- Miou-Miou – Abendanzug (Tenue de soirée)

### Bester Nebendarsteller (Meilleur acteur dans un second rôle)
Pierre Arditi – Mélo
- Jean Carmet – Die Flüchtigen (Les Fugitifs)
- Gérard Darmon – Betty Blue – 37,2 Grad am Morgen (37° 2 le matin)
- Claude Piéplu – Der Tölpel (Le Paltoquet)
- Jean-Louis Trintignant – Die Frau meines Lebens (La femme de ma vie)

### Beste Nebendarstellerin (Meilleure actrice dans un second rôle)
Emmanuelle Béart – Manons Rache (Manon des sources)
- Clémentine Célarié – Betty Blue – 37,2 Grad am Morgen (37° 2 le matin)
- Danielle Darrieux – Schauplatz des Verbrechens (Le Lieu du crime)
- Marie Dubois – Abstieg zur Hölle (Descente aux enfers)
- Jeanne Moreau – Der Tölpel (Le Paltoquet)

### Bester Nachwuchsdarsteller (Meilleur jeune espoir masculin)
Isaac De Bankolé – Black Mic-Mac
- Cris Campion – Piraten (Pirates)
- Jean-Philippe Écoffey – Nachtstreife (Gardien de la nuit)
- Rémi Martin – Ehrbare Ganoven (Conseil de famille)

### Beste Nachwuchsdarstellerin (Meilleur jeune espoir féminin)
Catherine Mouchet – Thérèse
- Marianne Basler – Rosa la Rose – Liebe wie ein Keulenschlag (Rosa la rose, fille publique)
- Dominique Blanc – Die Frau meines Lebens (La femme de ma vie)
- Julie Delpy – Die Nacht ist jung (Mauvais sang)

### Bestes Erstlingswerk (Meilleur premier film)
Die Frau meines Lebens (La femme de ma vie) – Regie: Régis Wargnier
- Black Mic-Mac – Regie: Thomas Gilou
- Ich hasse Schauspieler! (Je hais les acteurs) – Regie: Gérard Krawczyk
- Schwarz und weiß (Noir et blanc) – Regie: Claire Devers

### Bestes Drehbuch (Meilleur scénario original ou adaptation)
Camille de Casabianca und Alain Cavalier – Thérèse
- Claude Berri und Gérard Brach – Jean Florette (Jean de Florette)
- Bertrand Blier – Abendanzug (Tenue de soirée)
- Francis Veber – Die Flüchtigen (Les Fugitifs)

### Beste Filmmusik (Meilleure musique écrite pour un film)
Herbie Hancock – Um Mitternacht (Autour de minuit)
- Serge Gainsbourg – Abendanzug (Tenue de soirée)
- Jean-Claude Petit – Jean Florette (Jean de Florette)
- Gabriel Yared – Betty Blue – 37,2 Grad am Morgen (37° 2 le matin)

### Bestes Szenenbild (Meilleurs décors)
Pierre Guffroy – Piraten (Pirates)
- Bernard Evein – Thérèse
- Jacques Saulnier – Mélo
- Alexandre Trauner – Um Mitternacht (Autour de minuit)

### Beste Kostüme (Meilleurs costumes)
Anthony Powell – Piraten (Pirates)
- Yvette Bonnay – Thérèse
- Catherine Leterrier – Mélo

### Beste Kamera (Meilleure photographie)
Philippe Rousselot – Thérèse
- Jean-Yves Escoffier – Die Nacht ist jung (Mauvais sang)
- Bruno Nuytten – Jean Florette (Jean de Florette)
- Charles Van Damme – Mélo

### Bester Ton (Meilleur son)
Michel Desrois, William Flageollet, Claude Villand und Bernard Leroux – Um Mitternacht (Autour de minuit)
- Dominique Hennequin und Bernard Bats – Abendanzug (Tenue de soirée)
- Alain Lachassagne und Dominique Dalmasso – Thérèse
- Laurent Quaglio, Dominique Hennequin und Pierre Gamet – Jean Florette (Jean de Florette)

### Bester Schnitt (Meilleur montage)
Isabelle Dedieu – Thérèse
- Claudine Merlin – Abendanzug (Tenue de soirée)
- Monique Prim – Betty Blue – 37,2 Grad am Morgen (37° 2 le matin)
- Armand Psenny – Um Mitternacht (Autour de minuit)

### Bester Kurzfilm (Meilleur court métrage de fiction)
La Goula – Regie: Roger Guillot
- Synthétique opérette – Regie: Olivier Esmein
- Une fille – Regie: Henri Herré
- Sur les talus – Regie: Laurence Ferreira Barbosa
- Boccetta revient de guerre – Regie: Jean-Pierre Sinapi
- Bol de jour – Regie: Henri Gruvman
- Joseph M – Regie: Jacques Cluzaud
- Les Arcandiers – Regie: Manuel Sanchez
- Bel ragazzo – Regie: Georges Bensoussan
- Le Torero hallucinogène – Regie: Stéphane Clavier
- Triple sec – Regie: Yves Thomas
- La Poupée qui tousse – Regie: Farid Lahouassa
- Le Bridge – Regie: Gilles Dagneau
- Le Maître-chanteur – Regie: Mathias Ledoux
- Alger la blanche – Regie: Cyril Collard
- Zambinella – Regie: Catherine K. Galodé
- Pauline-épaulettes – Regie: Stéphanie de Mareuil
- Deobernique – Regie: Raymond Gourrier, Celia Canning

### Bestes Filmplakat (Meilleure affiche)
Christian Blondel – Betty Blue – 37,2 Grad am Morgen (37° 2 le matin)
- André François – Max mon amour
- Michel Jouin – Jean Florette (Jean de Florette)
- Claude Millet und Denise Millet – Ich hasse Schauspieler! (Je hais les acteurs)
- Gilbert Raffin – Thérèse

### Bester ausländischer Film (Meilleur film étranger)
Der Name der Rose, Frankreich/Italien/Deutschland – Regie: Jean-Jacques Annaud
- Hannah und ihre Schwestern (Hannah and Her Sisters), USA – Regie: Woody Allen
- Jenseits von Afrika (Out of Africa), USA – Regie: Sydney Pollack
- Mission (The Mission), Großbritannien – Regie: Roland Joffé
- Die Zeit nach Mitternacht (After Hours), USA – Regie: Martin Scorsese

## Ehrenpreis (César d’honneur)
- Jean Gabin, französischer Schauspieler (postum)
- Jean-Luc Godard, französischer Regisseur, Drehbuchautor und Schauspieler